# Nacho Gil
Ignacio Gil de Pareja Vicent, meglio noto come Nacho Gil (Valencia, 9 settembre 1995), è un calciatore spagnolo, attaccante del Volo.

## Caratteristiche tecniche
È un esterno sinistro.

## Carriera

### Club
Cresciuto nelle giovanili del Valencia, ha esordito in prima squadra il 25 febbraio 2017 in un match perso 2-1 contro l'Alavés.

## Statistiche

### Presenze e reti nei club
Statistiche aggiornate al 25 giugno 2022.
| Stagione                 | Squadra                  | Campionato               | Campionato | Campionato | Coppe nazionali | Coppe nazionali | Coppe nazionali | Coppe continentali | Coppe continentali | Coppe continentali | Altre coppe | Altre coppe | Altre coppe | Totale | Totale |
| Stagione                 | Squadra                  | Comp                     | Pres       | Reti       | Comp            | Pres            | Reti            | Comp               | Pres               | Reti               | Comp        | Pres        | Reti        | Pres   | Reti   |
| ------------------------ | ------------------------ | ------------------------ | ---------- | ---------- | --------------- | --------------- | --------------- | ------------------ | ------------------ | ------------------ | ----------- | ----------- | ----------- | ------ | ------ |
| 2013-2014                | Valencia Mestalla        | SDB                      | 1          | 0          |                 | -               | -               |                    | -                  | -                  |             | -           | -           | 1      | 0      |
| 2014-2015                | Valencia Mestalla        | SDB                      | 32         | 5          |                 | -               | -               |                    | -                  | -                  |             | -           | -           | 32     | 5      |
| 2015-2016                | Valencia Mestalla        | SDB                      | 26         | 3          |                 | -               | -               |                    | -                  | -                  |             | -           | -           | 26     | 3      |
| 2016-2017                | Valencia Mestalla        | SDB                      | 30+5       | 7+1        |                 | -               | -               |                    | -                  | -                  |             | -           | -           | 35     | 8      |
| 2017-gen. 2018           | Valencia Mestalla        | SDB                      | 1          | 0          |                 | -               | -               |                    | -                  | -                  |             | -           | -           | 1      | 0      |
| Totale Valencia Mestalla | Totale Valencia Mestalla | Totale Valencia Mestalla | 90+5       | 15+1       |                 | -               | -               |                    | -                  | -                  |             | -           | -           | 95     | 16     |
| 2016-2017                | Valencia                 | PD                       | 2          | 0          | CR              | 0               | 0               |                    | -                  | -                  |             | -           | -           | 2      | 0      |
| 2017-gen. 2018           | Valencia                 | PD                       | 6          | 0          | CR              | 4               | 0               |                    | -                  | -                  |             | -           | -           | 10     | 0      |
| Totale Valencia          | Totale Valencia          | Totale Valencia          | 8          | 0          |                 | 4               | 0               |                    | -                  | -                  |             | -           | -           | 12     | 0      |
| gen.-giu. 2018           | Las Palmas               | PD                       | 14         | 0          | CR              | -               | -               |                    | -                  | -                  |             | -           | -           | 14     | 0      |
| 2018-2019                | Elche                    | SD                       | 11         | 2          | CR              | 0               | 0               |                    | -                  | -                  |             | -           | -           | 11     | 2      |
| 2019-2020                | Ponferradina             | SD                       | 34         | 1          | CR              | 1               | 0               |                    | -                  | -                  |             | -           | -           | 35     | 1      |
| 2020-2021                | FC Cartagena             | SD                       | 35         | 0          | CR              | 1               | 0               |                    | -                  | -                  |             | -           | -           | 36     | 0      |
| 2021-2022                | FC Cartagena             | SD                       | 21         | 1          | CR              | 3               | 0               |                    | -                  | -                  |             | -           | -           | 24     | 1      |
| Totale FC Cartagena      | Totale FC Cartagena      | Totale FC Cartagena      | 56         | 1          |                 | 4               | 0               |                    | -                  | -                  |             | -           | -           | 60     | 1      |
| Totale carriera          | Totale carriera          | Totale carriera          | 218        | 19         |                 | 9               | 0               |                    | -                  | -                  |             | -           | -           | 227    | 19     |